# 맛스타 (만화가)
맛스타(massstar)는 대한민국의 웹툰 여성 작가이다. 자신의 웹툰 언터처블(unTouchable)로 가장 잘 알려져 있다.

## 경력
맛스타는 어릴 때 그림 그리기를 좋아하게 되었고, 초등학교 시절부터 만화가를 꿈꿨다. 그러나 대한민국에서는 만화가들이 스스로를 먹여 살리기 어렵다는 인식 때문에 만화를 시작하는 것을 망설였다. 대학교 시절, 그녀는 "한 번뿐인 인생"이기에 자신의 열정을 따라야겠다고 결심했다. 맛스타는 네이버에서 주최한 만화 공모전에 참여하여 데뷔 기회를 얻었다.
맛스타는 웹툰 언터처블을 만들었다. 이 웹툰은 피를 마시는 것 대신 신체 접촉을 통해 에너지를 흡수하여 생명을 유지하는 뱀파이어에 대한 이야기이다. 2014년 2월 12일부터 2017년 3월 31일까지 언터처블은 네이버 웹툰에서 연재되었다. 같은 해 7월, 언터처블의 중국어 및 영어 번역본도 해당 서비스에서 연재되었다.
2015년 2월 10일부터 15일까지, 맛스타는 동료 웹툰 작가인 오성대와 함께 타이베이 국제 만화 애니메이션 페스티벌에 참석했다. 두 사람은 WEBTOON 부스에서 사인회를 열었다.
언터처블은 이후 2017년 중국 TV 시리즈로 각색되었다. 이 시리즈에는 장위시와 싱자오린이 출연했으며 상당한 인기를 얻었다.

## 참고 자료
1. 1 2  “【TiCA15】WEBTOON《觸不可及》及《奇奇怪怪》漫畫家獨家專訪” [[TiCA15] Exclusive Interview of the WEBTOON Artists: Writers of unTouchable and Tales of the Unusual] (중국어). Gamer. 2015년 2월 11일. 2015년 4월 4일에 확인함.
2. ↑  Aquino, Sideny (2017년 9월 2일). “Hit Korean Manhwa We're Hoping To See On Screen”. 《Inquirer.net》.
3. ↑  “「WEBTOON 每日漫畫」宣布參加 2015 動漫節” [WEBTOON Announce Participating 2015 Comics and Animation Festival] (중국어). Hong Kong Silicon. 2015년 2월 3일. 2019년 10월 18일에 원본 문서에서 보존된 문서. 2015년 4월 4일에 확인함.
4. ↑  “雙韓作家來台會粉絲，WEBTOON 首度進台北國際軍動漫節” [Dual Korean Writer Come to Taiwan to meet their fans, the First Time WEBTOON Joining Taipei International Comics and Animation Festival] (중국어). Hong Kong Silicon. 2015년 2월 11일. 2015년 2월 14일에 원본 문서에서 보존된 문서. 2015년 4월 4일에 확인함.